# Хришћанска теозофија
 Овај чланак је о езотеричном хришћанском покрету.
Теозофија, такође позната као Хришћанска теозофија и Бемеова теозофија, односи се на низ позиција унутар хришћанства које се фокусирају на постизање директног, непосредног знања о природи божанства и порекла и сврхе универзума. Она је окарактерисана као мистична и окултистичка филозофија. Теозофија се сматра делом западног езотеризма, који верује да скривено знање или мудрост из древне прошлости нуди пут до просветљења и спасења.
Темељ хришћанске теозофије обично се приписује немачком филозофу Јакобу Бемеу.
Године 1875, појам "теозофија" је усвојен и оживљен од стране Теозофског друштва, езотеричне организације која је створила духовни покрет који се такође назива Теозофија. У 20. веку, теозофија је постала предмет проучавања различитих научника западног езотеризма.

## Етимологија и терминологија
Теозофија потиче од грчке речи тхеосопхиа (θεοσοφια), која комбинује тхеос (θεος), "Бог" и сопхиа (σοφια), "мудрост". Његово етимолошко значење је, према томе, "Божја мудрост".
Појам теозофија појавио се (и на грчком и на латинском) у делима раних црквених очева, као синоним за теологију: теозофи су "они који знају божанске ствари". Термин је, међутим, током своје историје стекао различита значења. Придев "теозоф" (θεοσοφος) "мудри у божанским стварима" је примењен од стране Иамблихуса на гимнозофисте (νυμνοσοφισται), тј. на индијске јогије или садхусе.
Ученици езотеризма као што су Годвин и Фаивре разликовали су традицију религиозне илуминације од религијског система успостављеног крајем деветнаестог века од стране Хелене Блаватски позивајући се на ово друго са великим словом као Теозофија, а прво са малим словом као теозофија. Следбеници Блаватски покрета су познати као Теозофи, док се присталице старије традиције називају теозофи. Изазивајући одређену конфузију, чињеница је да је неколико Теозофа - као што је Ц. Ц. Мејси - такође били теозофи.
Антоан Фаивре је предложио да се то назове "Бемеова теозофија".

## Историјски развој

### Антика и средњовековље
Израз теозофија био је коришћен као синоним за теологију још у 3. веку нове ере. Дело Summa Philosophiae које је у 13. веку написао Роберт Гросетесте направило је разлику између теозофа и теолога. У овом раду, теозофи су описани као аутори инспирисани само светим књигама, док су теолози попут Псеудо-Дионисија Ареопагита и Оригена описани као особе чији је задатак био да објасне теозофију. Стога, термини су били супротни данашњем, стварном значењу.

### Период од 16. до 19. века
Током ренесансе, употреба термина се одвојила да би се односила на гностичко знање које нуди индивидуално просветљење и спасење кроз знање о везама за које се верује да уједињују њу или њега са светом божанских или посредних духова. 
Хришћанска теозофија настала је у Немачкој, у 16. веку. Била је у великој мери инспирисана радовима Парацелзуса (1493-1541). Овај термин још увек није достигао устаљено значење. Ипак, дело Теозофија Јоханеса Арбореуса из средине 16. века пружило је подугачко излагање, у коме ни једном није споменут езотеризам. У седамнаестом и осамнаестом веку, хришћанска теозофија и пијетизам су се уздигли као одговор на православље лутеранске реформације.

"У првој деценији 19. века, немачки обућар Јакоб Беме написао је опус импресивне дубине и оригиналности који је постао фундаменталан за једну од главних струја у историји западног езотеризма: хришћанска теозофија. У искреном покушају да разуме како је добар Бог могао да створи свет пун толико зла и патње, Беме је развио драматичну визионарску космогонију пуну алхемијских и парацелзијских референци, које су описивале рођене самог Бога из непознатих мистерија бездана."

Wouter Hanengraaff
Рад немачког, хришћанског мистика из 17. века Јакоба Бемеа (1575-1624) је веома допринео широј употреби речи теозофија, иако је Беме ретко користио овај израз у својим рукописима. Беме је овој речи дао ограничено значење, јасно стављајући до знања да не повезује природу са Богом. Бемеова дела су описана као фундаментална за хришћанску теозофију. У 17. веку је било релативно мало теозофа, али многи од њих су били плодни за развој теозофије. 
Изван Немачке, теозофа је још било и у Холандији, Енглеској, и Француској. Ову групу представљају Јан Баптист ван Хелмонт, Роберт Флуд, Џон Пордаг, Џејн Лид, Хенри Мор, Пјер Поаро, и Антоанет Борињон. 
Теозофи из овог периода су се често бавили природом користећи метод интерпретације заснован на специфичном миту или откровењу, примењујући активну машту не би ли извукли симболичка значења и наставили своју потрагу за знањем у циљу потпуног разумевања тих мистерија. 
Атанасијус Кирхер у свом делу Oedipus Aegyptiacus (1652) реч теозофија додељује метафизици везаној за стари Египат, као и нео-платонизму, тиме поново дајући реч једном од њених најчешће прихватаних значења, божанској метафизици.
У 18. веку, реч теозофија ушла је у ширу употребу међу неким филозофима. Ипак, овај израз је у речницима и енциклопедијама и даље био практично одсутан током целог осамнаестог века. Чешће је почео да се појављује од друге половине деветнаестог века. И сами теозофи су ретко користили овај израз, бар до средине средине деветнаестог века. 
Јохан Јакоб Брукер је у свом монументалном делу Historia critica philosophia (1741) укључио дугачко поглавље о теозофији. Укључио је теозофе, као и друге струје у езотерици, у оно што је тада била стандардна референца у историји филозофије. До осамнаестог века, реч теозофија је често коришћена у комбинацији са панозофијом, односно познавањем божанских ствари које се стичу дешифровањем наводних хијероглифа конкретног универзума. Термин теозофија је прикладније резервисан за обрнути процес контемплације о божанском како би се открио садржај конкретног универзума. 
У Енглеској, Роберт Хиндмарш, штампар са методистичком позадином, основао је 1783. године "Теозофско друштво" за превођење, штампање и дистрибуцију списа Сведенборга. Ово друштво је 1785. године преименовано у"Британско друштво за ширење доктрине нове цркве", које се састоји од веровања заснованих на Сведенборгу. У Француској, Дени Дидро дао је речи теозофија више пажње од других енциклопедија овог периода, укључујући чланак о њој у његовој Енциклопедији, објављеној током француског просветитељства. Чланак се углавном бавио Парацелсусом и суштински је плагирао Брукерову "Historia".
Групе попут Мартинистичког реда, који је 1891. године основао Папус, пратиле су теозофску струју блиско повезану са јудео-хришћанско-исламском традицијом и западним езотеризмом. Теозофи изван иницијативних друштава укључивали су људе попут Владимира Соловјева (1853-1900).

## Опште карактеристике
Фаивре је константовао да је Теозофија гноза која има утицај не само на спасилачке односе које индивидуа одржава са божанским светом, већ такође и на природу самог Бога, или божанских особа, и на природу универзума, порекло тог универзума, скривене структуре које су конституисане у свом сопственом стању, својој повезаности са човечанством и својим завршним циљевима.
Теозофија заправо означава специфичан ток мисли или традиције у склопу модерних студија езотерије. Према томе, прати путању почињући од више модерног периода 15-тог века па надаље. Фаивре описује теозофску струју или теозофију као једну езотеричну струју међу седам других езотеричних струја у раној модерној Западној мисли (тј. алхемија, астрологија, нео-александријски херметизам, Кристијан Кабала, Парацелзус (тј. учење предсказања Парацелзуса), окутна филозофија и Розенкројцери).
Фаивре је приметио да постоје очигледне сличности између ране теозофије и модерне теозофије, зато што обе играју значајну улогу у Западној езотерији и обе тврде да се баве мудрошћу из перспективе гностика. Али Фаивре такође тврди да постоје разлике, јер се заправо не ослањају на исте референце; и њихов стил је другачији. Референтни кодекс ране теозофије припада, у суштини, јеврејско-хришћанској врсти, док модерна теозофија открива већи универзални аспект. Иако постоје многе разлике између хришћанске теозофије и покрета теозофије, започетог од стране Хелене Блаватски, разлике нису довољно битне да изазову непремостиву баријеру.
Теозофи се баре анализом универзума, човечанства, божанства и реципрочном дејству које имају једни на друге. Полазна тачка за теозофе може бити знање о спољашњим стварима у свету или унутрашње искуство и циљ теозофа је да открије дубље значење у природном или божанском царству. Антоан Фаивре примећуједа теозоф посвећује своју енергију да изуми (у оригиналном смислу открије) артикулацију свих видљивих и невидљивих ствари, испитивајући и божанско и природно до најмањег детаља. За знање које је стечено кроз медитацију, верује се да мења биће медитатора.
Фаивре је идентификовао три наведене карактеристике теозофије.
Теозофија:
1. Троугао Божанства/Човечанства/Природе: Инспирисана анализа која кружи кроз ова три угла. У склопу унутарбожанског; порекло, смрт и постављање човека повезаног са божанским и природним; Природом као живом, спољашњом, интелектуалном и материјалном. Све три сложене корелације се спајају путем интелекта и имагинативног процеса ума.
2. Првенство митског: Креативна имагинација, спољашњи свет симбола, глифа, митова, усклађености, миријада (такође познато као мноштво), уједно са сликом, све заједно као универзална реалност за узајамно дејство сједињења од стране креативног ума.
3. Приступ врховним световима: Буђење изнутра, инхерентно поседовање моћи да директно повеже божанске светове. Постојање посебне људске способности да створи ову повезаност. Способност да повеже и истражи све нивое реалности; заједничко продирање људског са божанским; да се повеже са свом стварношћу и доживи јединствено унутрашње буђење.

## Наслеђе и одзив
Научник езотерије Ваутер Ханеграф је описао хришћанску теозофију као једну од главних струја у историји Западне езотерије.

### Академско учење
Хришћанска теозофија је мање истраживана област; општа историја никада није била написана. Француски научник Антоан Фаивре се посебно интересовао за теозофе и просветитеље 18-тог и 19-тог века. Написао је докторску тезу о Карл вон Екартхаузен и хришћанској теозофији. Научници езотерије су аргументисали да се Фаиверова дефиниција Западне езотерије ослања на његов стручњачки фокус на хришћанску теозофију, ренесансни херметизам и романтичарску натуралистичку филозофију, и према томе ствара идеални тип езотерије који не одговара свим езотеричним струјама.